# مكتبة الحسينية (جامعة اليرموك)
مكتبة الحسين بن طلال أو المكتبة الحسينية مكتبة تابعة لجامعة اليرموك في إربد، الأردن. أنشئت عام 1976م مع نشأة جامعة اليرموك، تُعدّ المكتبة إحدى أكبر مكتبات الشرق الأوسط، تم افتتاح المبنى الجديد في عام 2002

## مبنى المكتبة
ومساحة المبنى (17450م2) مكون من ستة طوابق مكسو بالحجر الملون بأشكال هندسية وواجهات زجاجية واشتمل جميع الأعمال المدنية والمعمارية والكهروميكانيك كما تم تجهيز المبنى بأنظمة حماية ونظام إطفاء حريق ذاتي وأجهزة حماية للكتب وشبكة كمبيوتر مركزية بالإضافة إلى جميع الأعمال الخارجية وقاعات محاضرات وقاعات لمطالعة الكتب وتبلغ قيمته:4.500.000.00 دينار أردني.

## محتويات المكتبة
تضم المكتبة أكثر من (600000) ستماية الف مصدر معلومات في مختلف حقول المعرفة، وتعكس عدة لغات وتتفاوت هذه المصادر من الورقية إلى المصغرات الفلمية وصولا إلى الرقمية. فمنها (515,000) خمسماية وخمسة عشر الف مجلد من الكتب والرسائل الجامعية الورقية، و (90) الف من مجلدات اعداد الدوريات السابقة، و (14) الف من المصغرات الفلمية، و (2000) قرص مدمج لعدد من الصحف اليومية القديمة والحديثة وتعتمد تعتمد المكتبة قواعد الفهرسة الآنجلو - أمريكية ومعايير مارك 21 ونظام تصنيف مكتبة الكونغرس الأمريكي في تنظيم وفهرسة مصادر المعلومات.

## خدمات تقدمها المكتبة
- توفر المكتبة أجهزة حاسوب للبحث في فهارس المكتبة الآلية، والبحث في قواعد البيانات العالمية، إضافة إلى نظام آلي ناطق للمكفوفين يمكنهم من البحث في فهارس المكتبة وقواعد البيانات العالمية وقراءة النص كاملا باللغتين العربية والإنجليزية تم الحصول عليه تبرع من مؤسسة (Handicap) العالمية وبرنامج المساعدات الإنمائي الأمريكي العالمي (USAID).
- تعمل المكتبة على تأمين مصادر المعلومات المتوفرة في المكتبات الجامعية الرسمية الأردنية للمستفيدين عن طريق برنامج الإعارة المتبادلة المعمول به مع المكتبات الجامعية الرسمية من خلال مركز التميز في خدمات المكتبات الجامعية الأردنية الرسمية.

## كيفية الإعارة
- يمكن لكل من طلاب درجةالبكالوريس والدراسات العليا وأعضاء الهيئة التدريسية الاستعارة وفق الاسس التالية:
- طلاب البكالوريس: مدة 14 يوما قابلة للتجديد مرة واحدة فقط ولخمس كتب في الذمة مرة واحدة
- طلاب الدراسات العليا: مدة 14 يوما قابلة للتجديد مرة واحدة فقط ولعشرة كتب في الذمة مرة واحدة
- أعضاء الهيئة التدريسية: مدة فصل دراسي كامل ولعشرة كتب
- كما يمكن لافراد المجتمع المحلي وحتى غير الأردنيين الاشتراك مقابل مبلغ من المال يتحدد بناء على مدة الاشتراك

## موقع المكتبة
تقع قرب البوابة الشمالية لجامعة اليرموك بالقرب من كلية تكنولوجيا والمعلومات ومسجد الجامعة وهي مطلة على حديقة المكتبة إحدى أجمل حدائق جامعة اليرموك